# 波江座θ
波江座θ，又名CD-40 771，HD 18622、SAO 216113、HR 897，是波江座的一颗恒星，视星等为3.24，位于銀經247.86，銀緯-60.74，其B1900.0坐标为赤經2h 54m 28.1s，赤緯-40° -60.74′ 19″。